# 連續波
連續波（英語：Continuous Wave），指的是振幅与频率恒定不变的电磁波，通常是正弦波。在激光与粒子加速器领域，连续波强调电磁波的输出是持续不断的，而非脉冲式的。作为引申，在无线电通信中，连续波特指使用开关键控（或称連續波調變）的等幅电报，信息由载波信号的开启与关闭来表示。
与连续波相对的概念是阻尼波。二十世纪初的火花隙发报机无法产生连续波，只能产生短暂的脉冲信号。这种信号就是阻尼波，其振幅呈指数衰减，无法保持恒定。由于存在严重的电磁干扰问题，阻尼波在等幅电报发明后被淘汰，并被国际无线电规则禁止。

## 無線電通信
在無線電通信中，連續波是調制模式的一類，用於注入信息於電磁波訊號。連續波是最早出現的調制模式，直到現在仍然被使用。与其他種類的調制模式相比，連續波的信號傳送速度非常靈活，佔用的帶寛也多變，即使是低強度仍可以被分辨，令它未被淘汰。連續波的調制模式包括等幅電報、電傳打字機。
等幅电报由载波信号的开启与关闭来表示訊號，表達形如“1、0”的二进制信号，故一般利用摩尔斯电码发送信息。它通过电键控制发信机产生短信号"."（点）和长信号"--"（划），并利用其不同组合表示不同的字符，从而组成单词和句子。其他无线电通信模式相比，等幅电报所需设备简单、占用频带窄、发射效率高、在同等条件下通信距离更远。但是需要操作员熟练掌握收摩尔斯电码。
電傳打字機使用五位元的二進制訊號，依博多碼（Baudot code）代表字母、數字、符號。電傳打字機的設備較為複雜，但不要求操作員懂得使用代碼。

## 激光
在激光领域，连续波指激光连续输出，它与调Q输出，锁频输出，锁模输出等脉冲输出的方式相对。